# TAF Linhas Aéreas
TAF Linhas Aéreas war eine brasilianische Fluggesellschaft mit Sitz in Fortaleza. Sie führte sowohl Fracht- als auch Passagierflüge durch.

## Geschichte
Im Jahr 1971 wurde die Fluggesellschaft als Táxi Aéreo Fortaleza gegründet. Im Jahr 1995 erfolgte die Umbenennung in TAF Linhas Aéreas. Am 15. Juni 2010 wurde ihr durch die brasilianische Zivilflugbehörde ANAC die Betriebserlaubnis entzogen.

## Flugziele
TAF flog ausschließlich national innerhalb Brasiliens vom Flughafen Fortaleza aus unter anderem nach Belém, Manaus, Recife, São Luís und Teresina.

## Flotte
Mit Stand September 2009 bestand die Flotte der TAF Linhas Aéreas aus 16 Flugzeugen.
- 2 Boeing 737-200
- 1 Boeing 737-200C
- 5 Boeing 727-200F
- 3 Cessna 208 Caravan
- 1 Cessna 208B Grand Caravan
- 3 Embraer EMB 110C Bandeirante
- 1 Embraer EMB 110EJ Bandeirante

Unter anderem nutzte die Linie die ehemalige Landshut der Lufthansa, die am 13. Oktober 1977 nach Mogadischu entführt wurde, als Frachtflugzeug. Das Flugzeug stand bis 2018 in einer Ecke des Flughafens Fortaleza. 2017 erklärte die deutsche Bundesregierung man wolle das Flugzeug zurück nach Deutschland holen und als Ausstellungsstück herrichten.

## Zwischenfälle

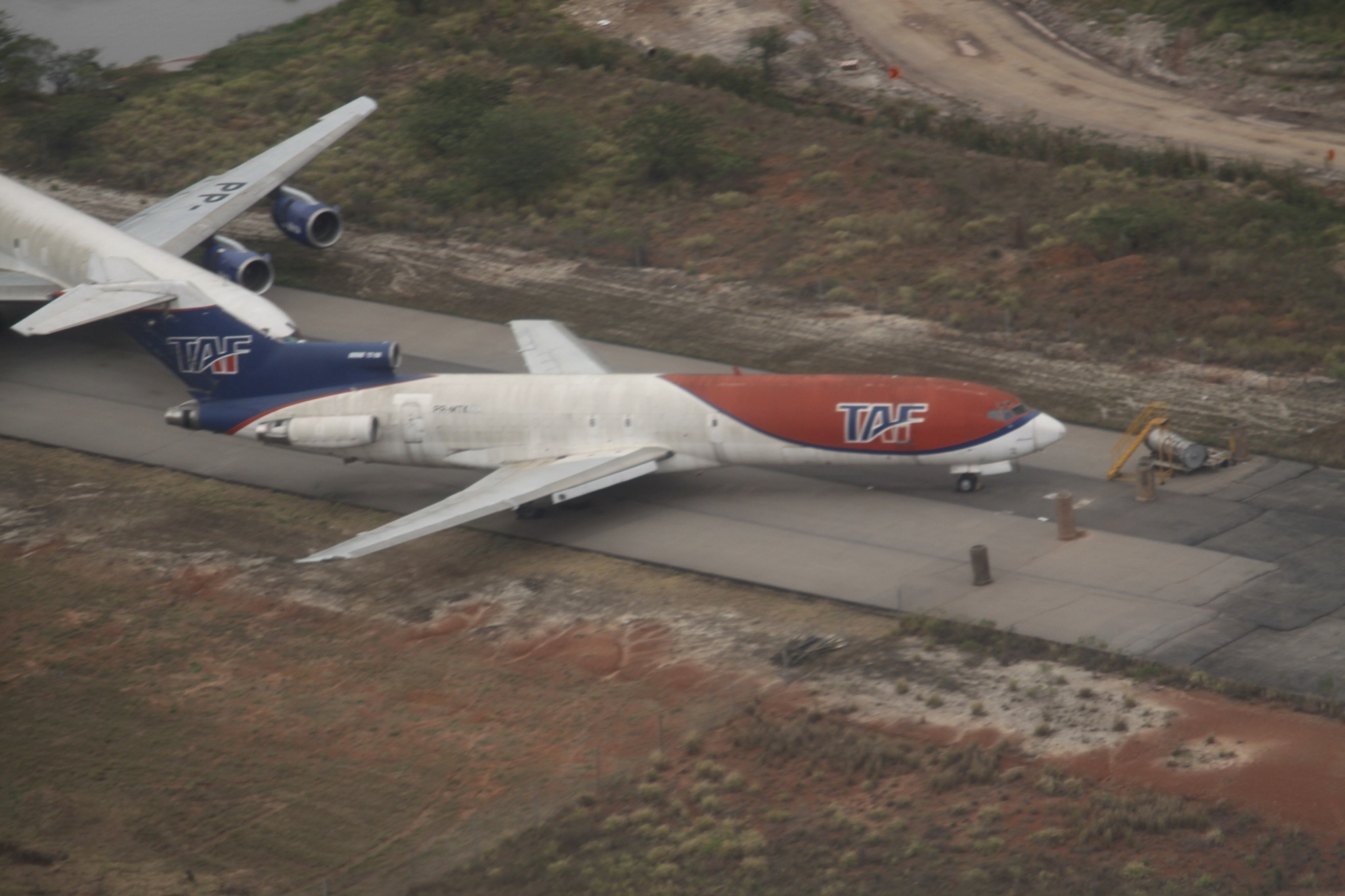
Die am 1. Dezember 2009 verunglückte Boeing 727-200 (Kennzeichen PR-MTK)

Die Gesellschaft verzeichnete in ihrer Geschichte zwei Zwischenfälle ohne Todesopfer, bei denen das Flugzeug abgeschrieben werden musste:
- Am 8. Dezember 1999 verunglückte eine Cessna 208 (Kennzeichen PT-OHA) mit zwei Personen an Bord. Zehn Minuten nach dem Start vom Flughafen João Pessoa versuchte die Besatzung vergeblich, wegen Motorenproblemen zum Flughafen zurückzugelangen.[4]

- Am 1. Dezember 2009 verunglückte ein Boeing 727-200-Frachtflugzeug (Kennzeichen PR-MTK) am Flughafen São Paulo-Guarulhos. Wegen Bremsversagen stieß es in Installationen des Flughafens.[5]